# Films die nergens draaien
Films die nergens draaien (2021) is een jeugdboek van Yorick Goldewijk uitgegeven bij Ploegsma. De illustraties zijn van Yvonne Lacet.

## Verhaal
Het boek gaat over de twaalfjarige Cato, die haar moeder bij haar geboorte verloor en wier vader sindsdien emotioneel afwezig is. Wanneer Cato een mysterieus kaartje vindt van een verlaten bioscoop die weer geopend is, besluit ze deze te bezoeken. Ze ontdekt dat de bioscoop in verbinding staat met het verleden en geen gewone films vertoont. 
Op zoek naar avontuur en de waarheid over haar moeder, begint Cato aan een gevaarlijke reis door de tijd en herinneringen, wat haar voor een keuze stelt die het leven van haar en haar vader voorgoed zal veranderen.

## Prijzen
- Het boek werd bekroond met de Gouden Griffel 2022.
- Het boek werd in de jaarlijkse verkiezing van de Grote Vriendelijke Podcast verkozen tot het favoriete kinderboek van 2024.[1]

## Leesniveau
Het boek is aangewezen als Lezen voor de Lijst-boek, leeftijdscategorie 12-15 jaar, niveau 1.